# Elacatis rugicollis
Elacatis rugicollis là một loài bọ cánh cứng trong họ Salpingidae. Loài này được Borchmann miêu tả khoa học năm 1917.